# Cantone di Mirebeau
Il Cantone di Mirebeau era una divisione amministrativa dell'arrondissement di Poitiers.
È stato soppresso a seguito della riforma complessiva dei cantoni del 2014, che è entrata in vigore con le elezioni dipartimentali del 2015.
Comprendeva i comuni di:
- Amberre
- Champigny-le-Sec
- Cherves
- Cuhon
- Maisonneuve
- Massognes
- Mirebeau
- Thurageau
- Varennes
- Vouzailles